# Glenn Dicterow
Glenn Dicterow (Los Angeles, 23 dicembre 1948) è un violinista e docente statunitense ed primo violino della New York Philharmonic Orchestra.

## Biografia
Dicterow fa parte della facoltà della Juilliard School e della Manhattan School of Music, oltre ad essere un artista di facoltà presso la Music Academy of the West, dopo tre anni di partecipazione ai Summer Festival di Music Academy. Detiene anche la Cattedra Robert Mann in archi e musica da camera presso la Thornton School of Music della University of Southern California.
I doni musicali di Dicterow divennero evidenti quando, a 11 anni, fece il suo debutto da solista con il Concerto per violino di Čajkovskij con la Los Angeles Philharmonic Orchestra. Harold Dicterow, suo padre, è stato il direttore della seconda sezione di violino della Filarmonica di Los Angeles per 52 anni. Negli anni seguenti Dicterow divenne uno dei giovani violinisti più richiesti, apparendo come solista da una costa all'altra.
Dicterow vinse numerosi premi e concorsi, tra cui il Young Musicians Foundation Award e il Coleman Award (Los Angeles), il Julia Klumpke Award (San Francisco) e la medaglia di bronzo nel Concorso internazionale Čajkovskij (1970). Si è laureato alla Juilliard School, dove era studente di Ivan Galamian. Tra gli altri insegnanti figurano Erno Neufeld, Eudice Shapiro, Naoum Blinder, Manuel Compinsky e Henryk Szeryng.

## Carriera
Nel 1967 apparve come solista con la New York Philharmonic sotto la direzione di Andrej Kostelanec nel Concerto per violino di Tchaikovsky. Aveva allora 18 anni. Nel 1980 entrò a far parte dell'Orchestra come primo violino e da allora si è esibito come solista ogni anno. Prima di entrare a far parte della New York Philharmonic, Dicterow ha ricoperto il ruolo di primo violino associato e primo violino della Los Angeles Philharmonic. Durante una tournée della New York Philharmonic delle principali città americane nel 1986, Dicterow apparve nella Serenade di Leonard Bernstein con la direzione del compositore. Nel 1990 interpretò la Carmen Fantasy di Waxman sotto la direzione di Zubin Mehta in una trasmissione dal vivo dal Lincoln Center. Nel 1982 Dicterow era solista nel concerto dell'Orchestra alla Casa Bianca.
Negli ultimi anni, Dicterow è stato il solista con la New York Philharmonic nel Concerto per violino di Prokofiev con il direttore ospite Yuri Temirkanov, il Concerto per violino di Gian Carlo Menotti sotto la direzione di Kurt Masur e il Concerto per violino n. 1 di Bruch con Christian Thielemann. Durante la tournée asiatica della Philharmonic del 1998 è stato solista nel Violin Concerto di Barber a Manila, in Corea, ed a Pechino, in Cina, dove si è esibito nella Grande Sala del Popolo con un pubblico di oltre 10.000 persone. Nella stagione 2005-06 è stato solista nel Concerto per violino n. 3 di Mozart, K.216 con la direzione di Bramwell Tovey e Serenata n. 7 in Re maggiore di Mozart, K.248B, "Haffner", con Sir Colin Davis. Nella stagione 2006-07 ha suonato il Doppio concerto di Brahms con il violoncello principale della filarmonica Carter Brey a New York e il tour europeo dell'Orchestra del 2007.
Dicterow è stato anche ospite solista delle orchestre sinfoniche di Los Angeles, Baltimora, Birmingham, Chautauqua, Grant Park, Indianapolis, Kansas City, Città del Messico, Miami, Montreal, Omaha e Tampa, solo per citarne alcune. Incarichi più recenti hanno compreso concerti da solista con l'Orchestra del Gewandhaus di Lipsia, l'Orchestra Filarmonica di Hong Kong e la Serenata di Bernstein con la Curtis Symphony Orchestra in "Isaac Stern in Eighty: A Birthday Celebration" alla Carnegie Hall. Nel febbraio 2002 ha eseguito la Symphonie Concertante di Miklós Rózsa e il Tristan Fantasy di Wagner-Waxman con Leonard Slatkin e la National Symphony Orchestra. Le attività imminenti includono un'apparizione dell'ottobre 2006 con la San Diego Symphony, guidata da Jahja Ling, nel Concerto per violino n. 1  in sol minore di Bruch; un recital all'Università del Texas nel gennaio 2007 e una esibizione con la Kalamazoo Symphony Orchestra nel febbraio 2007.
Il 24 maggio 2012 Dicterow annunciò che avrebbe lasciato il ruolo di primo violino della New York Philharmonic per entrare a far parte della facoltà a tempo pieno della University of Southern California. Unendosi ad altri membri della facoltà come Midori, Dicterow acquisì la prima Cattedra Robert Mann in violino e musica da camera presso la USC Thornton School of Music. L'incarico è iniziato nell'autunno 2013, anche se Dicterow è rimasto con la New York Philharmonic fino alla fine della stagione 2013-2014.

## Discografia
La discografia di Dicterow include Violin Sonata, Largo e Piano Trio di Aaron Copland; Le Sonate n. 2 e 4 e Piano Trio di Charles Ives e il Piano Trio e Violin Sonata di Erich Wolfgang Korngold, tutto per EMI. È anche presente negli assoli di violino di Ein Heldenleben e Also sprach Zarathustra di Richard Strauss con Zubin Mehta per la CBS. Altre composizioni dedicate al disco sono opere di Wieniawski con Zubin Mehta e la Los Angeles Philharmonic; Il concerto per violino di Lee Holdridge con la London Symphony Orchestra e la direzione di Holdridge; Il Concerto per violino n. 1 di Shostakovich con la New York Philharmonic diretta da Maxim Shostakovich su una registrazione di Radiothon e la registrazione della Filarmonica della Scheherazade di Rimsky-Korsakov con Yuri Temirkanov sull'etichetta BMG. Il CD più recente di Dicterow è un recital da solista per la Cala Records dal titolo New York Legends, con Sonata per violino e pianoforte di John Corigliano, Much Ado About Nothing di Erich Wolfgang Korngold, la prima registrazione di Sonata per violino e pianoforte di Leonard Bernstein e Tre Madrigali di Bohuslav Martinů per violino e viola, in collaborazione con la violista Karen Dreyfus e il pianista Gerald Robbins. Attualmente appare su Navona Records.

## Filmografia
Dicterow può anche essere ascoltato negli assolo di violino nelle colonne sonore dei film:
- Due vite, una svolta 1977
- The Untouchables - Gli intoccabili 1987
- Stati di allucinazione 1980
- Aladdin 1992
- La bella e la bestia 1991
- Intervista col vampiro 1994

## Altri interessi musicali
Oltre alla concertazione Dicterow ha un'attiva carriera di insegnante. È stato alla facoltà della Juilliard School e della Manhattan School of Music. Lui e sua moglie, la violista Karen Dreyfus, sono membri fondatori del Lyric Piano Quartet, che era in residenza al Queens College, Università della Città di New York. Nel 2013 sia Dicterow che la Dreyfus lasciarono New York per entrare nella facoltà a tempo pieno della USC Thornton School of Music. Ha anche contribuito all'album di Madonna del 1992, Erotica, con la canzone In This Life, dirigendo gli archi in questa canzone per orchestra.